# Lijst van voetbalinterlands Haïti - Honduras
Deze lijst van voetbalinterlands is een overzicht van alle officiële voetbalwedstrijden tussen de nationale teams van Haïti en Honduras. De landen speelden tot op heden achttien keer tegen elkaar. De eerste ontmoeting was een wedstrijd tijdens het CCCF-kampioenschap 1957, die werd gespeeld op 15 augustus 1957 in Willemstad (Curaçao). Het laatste duel, een groepswedstrijd tijdens de CONCACAF Gold Cup 2023, vond plaats in Charlotte (Verenigde Staten) op 2 juli 2023.

## Wedstrijden
| №  | Plaats         | Datum            | Competitie                  | Wedstrijd        | Uitslag |
| -- | -------------- | ---------------- | --------------------------- | ---------------- | ------- |
| 1  | Willemstad     | 15 augustus 1957 | CCCF-kampioenschap 1957     | Haïti – Honduras | 2 – 1   |
| 2  | San José       | 17 maart 1961    | CCCF-kampioenschap 1961     | Honduras – Haïti | 2 – 0   |
| 3  | Tegucigalpa    | 16 maart 1967    | CONCACAF-kampioenschap 1967 | Honduras – Haïti | 2 – 0   |
| 4  | Port of Spain  | 27 november 1971 | CONCACAF-kampioenschap 1971 | Haïti – Honduras | 3 – 1   |
| 5  | Port-au-Prince | 7 december 1973  | WK 1974 kwalificatie        | Honduras – Haïti | 0 – 1   |
| 6  | Tegucigalpa    | 6 juni 1980      | Vriendschappelijk           | Honduras – Haïti | 3 – 1   |
| 7  | San Pedro Sula | 10 juni 1980     | Vriendschappelijk           | Honduras – Haïti | 1 – 0   |
| 8  | Tegucigalpa    | 3 november 1981  | WK 1982 kwalificatie        | Honduras – Haïti | 4 – 0   |
| 9  | Miami          | 21 mei 1999      | Vriendschappelijk           | Honduras − Haïti | 2 − 0   |
| 10 | San Pedro Sula | 3 juni 2000      | WK 2002 kwalificatie        | Honduras − Haïti | 4 − 0   |
| 11 | Port-au-Prince | 17 juni 2000     | WK 2002 kwalificatie        | Haïti − Honduras | 1 − 3   |
| 12 | New York       | 20 augustus 2000 | Vriendschappelijk           | Honduras − Haïti | 4 − 0   |
| 13 | La Ceiba       | 19 april 2007    | Vriendschappelijk           | Honduras − Haïti | 1 − 3   |
| 14 | La Ceiba       | 7 juni 2008      | Vriendschappelijk           | Honduras − Haïti | 3 − 1   |
| 15 | Seattle        | 4 juli 2009      | CONCACAF Gold Cup 2009      | Honduras − Haïti | 1 − 0   |
| 16 | Harrison       | 8 juli 2013      | CONCACAF Gold Cup 2013      | Haïti − Honduras | 0 − 2   |
| 17 | Kansas City    | 13 juli 2015     | CONCACAF Gold Cup 2015      | Haïti − Honduras | 1 − 0   |
| 18 | Charlotte      | 2 juli 2023      | CONCACAF Gold Cup 2023      | Honduras − Haïti | 2 − 1   |
| 19 | Willemstad     | 5 september 2025 | WK 2026 kwalificatie        | Haïti − Honduras |         |
| 20 |                | 13 oktober 2025  | WK 2026 kwalificatie        | Honduras − Haïti |         |

## Samenvatting
| Competitie        | Totaal gespeeld | Winst Haïti | Gelijk | Winst Honduras | Doelsaldo Haïti – Honduras |
| ----------------- | --------------- | ----------- | ------ | -------------- | -------------------------- |
| WK-kwalificatie   | 4               | 1           | 0      | 3              | 2 − 11                     |
| CONCACAF Gold Cup | 8               | 3           | 0      | 5              | 7 − 11                     |
| Vriendschappelijk | 6               | 1           | 0      | 5              | 5 − 14                     |
| Totaal            | 18              | 5           | 0      | 13             | 14 − 36                    |

FHF · A-internationals · Selecties · Bondscoaches · Haïtiaans vrouwenelftal ·  Haïti U21 · Haïti U20 · Haïti U19 · Haïti U18 · Haïti U17
1925 ·
1926 ·
1927–1931 · 
1932 ·
1933 · 
1934 ·
1935–1937 · 
1938 ·
1939 ·
1940–1943 · 
1944 ·
1945–1947 · 
1948 ·
1949 ·
1950 ·
1951 ·
1952 ·
1953 ·
1954 ·
1955 · 
1956 ·
1957 ·
1958 ·
1959 ·
1960 · 
1961 ·
1962 ·
1963 ·
1964 ·
1965 ·
1966 ·
1967 ·
1968 ·
1969 ·
1970 · 
1971 ·
1972 ·
1973 ·
1974 ·
1975 ·
1976 ·
1977 ·
1978 ·
1979 ·
1980 ·
1981 ·
1982 · 
1983 ·
1984 ·
1985 ·
1986–1988 · 
1989 ·
1990 · 
1991 ·
1992 ·
1993 · 
1994 ·
1995 · 
1996 ·
1997 ·
1998 ·
1999 ·
2000 ·
2001 ·
2002 ·
2003 ·
2004 ·
2005 ·
2006 ·
2007 ·
2008 ·
2009 ·
2010 ·
2011 ·
2012 ·
2013 ·
2014 ·
2015 ·
2016 ·
2017 ·
2018 ·
2019 ·
2020 ·
2021 ·
2022 ·
2023 ·
2024 ·
2025
Amerikaanse Maagdeneilanden ·
Antigua en Barbuda ·
Argentinië ·
Aruba ·
Azerbeidzjan ·
Bahama's ·
Bahrein ·
Barbados ·
Belize ·
Bermuda ·
Bolivia ·
Brazilië ·
Britse Maagdeneilanden ·
Canada ·
Chili ·
China ·
Colombia ·
Costa Rica ·
Cuba ·
Curaçao ·
Dominica ·
Dominicaanse Republiek ·
Ecuador ·
El Salvador ·
Grenada ·
Guatemala ·
Guyana ·
Honduras ·
Italië ·
Jamaica ·
Japan ·
Jordanië ·
Kaaimaneilanden ·
Kosovo ·
Mexico ·
Montserrat ·
Nederlandse Antillen ·
Nicaragua ·
Oman ·
Panama ·
Peru ·
Polen ·
Puerto Rico ·
Qatar ·
Saint Kitts en Nevis ·
Saint Lucia ·
Saint Vincent en de Grenadines ·
Saoedi-Arabië ·
Spanje ·
Suriname ·
Syrië ·
Trinidad en Tobago ·
Turks- en Caicoseilanden ·
Uruguay ·
Venezuela ·
Verenigde Arabische Emiraten ·
Verenigde Staten ·
Zuid-Korea
Hondurese voetbalbond · A-internationals · Selecties · Bondscoaches · Hondurees vrouwenelftal · Olympisch elftal · Honduras U21 · Honduras U19 · Honduras U17
1920 – 1959 ·
1960 – 1969 ·
1970 – 1979 ·
1980 – 1989 ·
1990 – 1999 ·
2000 – 2009 ·
2010 – 2019 ·
2020 − 2029
CGC 2021
CA 2001
WK 1982 · 
WK 2010 · 
WK 2014
OS 2000 · 
OS 2008 · 
OS 2012 ·
OS 2016 ·
OS 2020
1921 · 
1922–1929 · 
1930 · 
1931–1934 · 
1935 · 
1936–1945 · 
1946 · 
1947–1949 · 
1950 · 
1951–1952 · 
1953 · 
1954 · 
1955 · 
1956 · 
1957 · 
1958–1959 · 
1960 · 
1961 · 
1962 · 
1963 · 
1964 · 
1965 · 
1966 · 
1967 · 
1968 · 
1969 · 
1970 · 
1971 · 
1972 · 
1973 · 
1974 · 
1975 · 
1976 · 
1977 · 
1978 · 
1979 · 
1980 · 
1981 · 
1982 · 
1983 · 
1984 · 
1985 · 
1986 · 
1987 · 
1988 · 
1989–1990 · 
1991 · 
1992 · 
1993 · 
1994 · 
1995 · 
1996 · 
1997 · 
1998 · 
1999 · 
2000 · 
2001 · 
2002 · 
2003 · 
2004 · 
2005 · 
2006 · 
2007 · 
2008 · 
2009 · 
2010 · 
2011 · 
2012 · 
2013 · 
2014 · 
2015 · 
2016 ·
2017 ·
2018 ·
2019 ·
2020 ·
2021 ·
2022 ·
2023 ·
2024 ·
2025
Antigua en Barbuda ·
Argentinië ·
Australië ·
Azerbeidzjan ·
Belize ·
Bermuda ·
Bolivia ·
Brazilië ·
Canada ·
Chili ·
China ·
Colombia ·
Costa Rica ·
Cuba ·
Curaçao ·
Denemarken ·
Ecuador ·
El Salvador ·
Engeland ·
Finland ·
Frankrijk ·
Grenada ·
Griekenland ·
Guatemala ·
Haïti ·
IJsland ·
Israël ·
Jamaica ·
Japan ·
Joegoslavië ·
Kaaimaneilanden ·
Letland · 
Mexico ·
Nederlandse Antillen ·
Nicaragua ·
Nieuw-Zeeland ·
Noord-Ierland · 
Noorwegen ·
Panama ·
Paraguay ·
Peru ·
Puerto Rico ·
Qatar ·
Roemenië ·
Saint Vincent en de Grenadines ·
Saoedi-Arabië ·
Servië ·
Slovenië ·
Spanje ·
Suriname ·
Trinidad en Tobago ·
Turkije ·
Uruguay ·
Venezuela ·
Verenigde Arabische Emiraten ·
Verenigde Staten ·
Wit-Rusland ·
Zambia ·
Zuid-Afrika ·
Zuid-Korea ·
Zwitserland
Chili (2010) ·
Ecuador (2014) ·
Frankrijk (2014) ·
Spanje (2010) ·
Zwitserland (2010) · 
Zwitserland (2014)